# 島原市立湯江小学校
島原市立湯江小学校（しまばらしりつ ゆえしょうがっこう）は、長崎県島原市有明町湯江丙（へい）にある公立小学校。

## 概要
歴史
1874年（明治7年）に創立。2014年（平成26年）に創立140周年を迎えた。
学校教育目標
校章
桜の花弁を図案化したもの。
校歌
1965年（昭和40年）に制定。作詞は渡辺金男、作曲は岡山直による。
校区
島原市有明地区（旧・有明町）の「浜東、浜西、神木、池田、川原、久原、戸切、森岡、平山、枦山、舞人堂、庄司屋敷、城ノ尾、釘崎、沖ノ尾、温泉屋敷、野田、向ノ原 」。中学校区は島原市立有明中学校。

## 沿革
- 1871年（明治4年）- 廃藩置県により、旧島原藩領地は島原県に属することとなる。間もなく島原県は長崎県に統合される。
- 1872年（明治5年）8月 - 学制が頒布される。
- 1874年（明治7年）- 高来郡湯江村[2]に以下の小学校が「第五大学区 第三中学区[3]の小学校」として創立[4]。
  - 5月11日 - 釘崎名[5]椿原小路（現・小学校前通り）に「釘崎小学校」が開校。児童数は56名（男子51・女子5）
  - 9月21日 - 「久原小学校」が開校。児童数は32名（男子28・女子4）。間もなく廃止される。
  - 9月21日 - 「神木小学校」が開校。児童数は25名。
- 1876年（明治9年）- 温泉屋敷に「第五大学区 第三中学区 温知小学校」が開校。
- 1877年（明治10年）- 学区が改正され、「第五大学区 第二中学区[6]」に属する小学校となる。
- 1878年（明治11年）- 郡制に施行により、高来郡が南北に分かれて「長崎県 南高来郡」に属する小学校となる。
  - 12月 - 学区が改正され「南高来郡 神代部」に属する小学校となる。
- 1879年（明治12年）- 教育令の施行により、「公立下等神木小学校」・「公立下等温知小学校」に改称。
- 1880年（明治13年）- 暴風により公立下等神木小学校の校舎が倒壊したため、向川原に移転し「公立下等池田小学校」に改称。
- 1881年（明治14年）- 公立下等温知小学校、野田分校を開設。
- 1884年（明治17年）4月 - 公立下等池田小学校が「南高来郡 島原部 公立中等池田小学校」に改称。
- 1886年（明治19年）9月 - 小学校令の施行により、公立中等池田小学校が「尋常池田小学校」に、公立初等温知小学校が「簡易温知小学校」となる。野田分校を廃止。
  - この時、神代村（現・現・国見地区西部）に「長崎県第九高等小学校」が設置され、湯江村の児童で高等小学校進学を希望する者は通学することとなる。
- 1889年（明治22年）4月 - 町村制の施行により、湯江村立の小学校となる。
- 1889年（明治22年）- 釘崎中園に尋常池田小学校と簡易温知小学校の統合校舎が完成し「尋常湯江小学校」に改称。
- 1891年（明治24年）- 2教室を増築。
- 1892年（明治25年）4月 - 小学校令の改正により「湯江尋常小学校」に改称（「尋常」の位置が変わる）。補習科2年を設置。
- 1893年（明治26年）4月 - 長崎県第九高等小学校が廃止され、組合立神代高等小学校が設立される。
- 1899年（明治32年）- 補習科を廃止。
  - 神代高等小学校を運営する学校組合から脱退し、「多比良・湯江二ヶ村組合立 多湯高等小学校」を多比良村（現・国見地区東部）に設立。
- 1900年（明治33年）4月 - 湯江農業補習学校（修業年限2年）を併設。尋常小学校卒業後、高等小学校等に進学しない児童を対象とする。
- 1902年（明治35年）4月 - 尋常科3・4年生の女児を対象に裁縫科を設置。
- 1907年（明治40年）- 城之尾に新校舎（第一棟）が完成し移転。
- 1908年（明治41年）4月 - 小学校令の改正により、義務教育年限（尋常科の修業年限）が4年から6年に延長されたため、尋常科5年を新設。
- 1909年（明治42年）4月 - 高等科を併置の上、「湯江尋常高等小学校」に改称（尋常科6年・高等科2年）。尋常科6年を新設。
- 1911年（明治44年）4月 - 高等科において商業科目と農業科目が選択必修となる。
- 1912年（明治45年）4月 - 初代学校医に出田長男が就任。
- 1913年（大正2年）- 全校舎移転を完了。
- 1925年（大正14年）4月 - 久原分教場を開設。
- 1935年（昭和10年）- 青年学校令の施行により、併設の湯江農業補習学校が「湯江村青年学校」に改称。
- 1941年（昭和16年）4月1日 - 国民学校令の施行により、「湯江村国民学校」に改称。尋常科を初等科に改める（初等科6年・高等科2年）。
- 1944年（昭和19年）4月 - 庄屋屋敷を増改築し全校が移転を完了。
- 1947年（昭和22年）4月1日 - 学制改革（六・三制の実施）が行われる。
  - 湯江村国民学校の初等科が改組され、「湯江村立湯江小学校」となる。久原分教場を久原分校とする。
  - 湯江村国民学校の高等科が青年学校の普通科とともに改組され、新制中学校「湯江村立湯江中学校」が発足[7]。
  - 小学校は教室不足のため、1959年（昭和34年）まで低学年の授業を、午前・午後の二部に分けて二部授業を実施。
- 1948年（昭和23年）4月 - 育友会が発足。
- 1949年（昭和24年）4月 - 久原分校を増築。
- 1951年（昭和26年）4月 - 校舎2階の2教室を公民館に貸与。
- 1953年（昭和23年）4月 - 校舎1階の1教室を公民館に貸与。
- 1955年（昭和30年）4月1日 - 大三東村と湯江村が合併し、有明村が発足。これに伴い「有明村立湯江小学校」に改称。
- 1957年（昭和32年）
  - 4月 - 木造校舎6教室を増築。
  - 7月 - 諫早大水害が発生。
- 1960年（昭和35年）
  - 3月31日 - 湯江中学校が大三東中学校との統合により閉校（有明中学校が新設される）。
    - 湯江中学校の校舎は閉校後も、有明中学校の統合校舎が完成するまでの間、「有明中学校 湯江校舎」として使用を継続された（1963年（昭和38年）まで）。

  - この年 - 講堂・相撲場が完成。鼓笛隊を結成。
- 1961年（昭和36年）
  - この年 - 理科室・防火用水池・築山が完成。
  - 11月3日 - 有明町の発足により、「有明町立湯江小学校」に改称。
- 1963年（昭和38年）
  - 放送室が完成。
  - 統合校舎の完成により有明中学校の湯江校舎使用が終了。これに伴い、旧湯江中学校の校舎・校地が小学校に移管される。
- 1964年（昭和39年）- 創立90周年を記念して校旗を制定。
- 1965年（昭和40年）4月 - 校歌を制定。
- 1967年（昭和42年）4月 - プールが完成。
- 1968年（昭和43年）- 岩石園が完成。
- 1970年（昭和45年）- 有明町立学校給食センター[8]の完成により、完全給食を開始。
- 1971年（昭和46年）3月31日 - 久原分校を廃止。
- 1972年（昭和47年）- 鉄筋コンクリート造3階建ての新校舎（第一期工事）・体育館が完成。
- 1973年（昭和48年）- 新校舎（第二期工事）が完成。
- 1974年（昭和49年）4月 - 創立100周年記念式典を挙行。記念碑を建立。
- 1980年（昭和55年）4月 - 町水道からの給水が開始される。
- 1983年（昭和58年）4月 - 飼育舎が完成。
- 1993年（平成5年）3月 - 雲仙普賢岳の噴火活動による降灰対策として空調設備が整備される。
- 2006年（平成18年）1月1日 - 有明町が島原市に編入され、「島原市立湯江小学校」（現校名）に改称。

## 交通アクセス
最寄りの鉄道駅
- 島原鉄道線「有明湯江駅」- 駅からはかなり離れている。

最寄りのバス停
- 島鉄バス 水分・畜産線など「湯江小学校前」バス停

## 周辺
- 向陵保育園
- 島原市有明学校給食センター

## 同名の小学校
長崎県内
- 諫早市立湯江小学校[2]（諫早市）